# 溪头镇 (阳西县)
溪头镇，是中华人民共和国广东省阳江市阳西县下辖的一个乡镇级行政单位。

## 行政区划
溪头镇下辖以下地区：